# Talisay (Cebu)
Talisay is een stad in de Filipijnse provincie Cebu. Bij de census van 2015 telde de stad bijna 228 duizend inwoners.
Talisay vormt samen met negen andere steden en gemeenten de metropool Cebu.

## Geografie

### Bestuurlijke indeling
Talisay is onderverdeeld in de volgende 22 barangays:
| - Bulacao - Cadulawan - Cansojong - Dumlog - Jaclupan - Lagtang - Lawaan I - Linao - Maghaway - Manipis - Mohon | - Poblacion - Pooc - San Isidro - San Roque - Tabunoc - Tangke - Tapul - Biasong - Camp IV - Lawaan II - Lawaan III |

## Demografie
Talisay had bij de census van 2015 een inwoneraantal van 227.645 mensen. Dit waren 26.873 mensen (13,4%) meer dan bij de vorige census van 2010. Ten opzichte van de census van 2000 was het aantal inwoners gegroeid met 79.535 mensen (53,7%). De gemiddelde jaarlijkse groei in die periode kwam daarmee uit op 2,86%, hetgeen hoger was dan het landelijk jaarlijks gemiddelde over deze periode (1,72%).

De bevolkingsdichtheid van Talisay was ten tijde van de laatste census, met 227.645 inwoners op 39,87 km², 5709,7 mensen per km².